# Tony Perez
Pour les articles homonymes, voir Tony Perez (homonymie) et Perez.
Tony Perez, né en 1942 à Portsmouth, en Virginie est un acteur américain.

## Biographie
Tony Perez est né à Portsmouth en Virginie en 1942. Il est d'origine portoricaine et philippine.
Il est surtout connu pour avoir interprété l’agent Mike Perez dans Hill Street Blues de 1981 à 1985.
Il est également apparu dans Lou Grant, CHiPs, The Golden Girls, LA Law, Hôpital général, The Larry Sanders Show, NYPD Blue (S04E16), Six pieds sous terre, Sons of Anarchy, 24 ans et Once Upon a Time.

## Filmographie

### Cinéma
- 1983 : Scarface
- 2000 : Auggie Rose de Matthew Tabak
- 2001 : Blow
- 2006 : Los Angeles : Alerte maximum

### Télévision
- 1978-1982 : Lou Grant
- 1982 : Chips
- 1987 : Les Craquantes
- 1988 : La Loi de Los Angeles
- 1989 : MacGyver (saison 5 épisode 1 "La légende de la Rose Sacré" - partie 1) : Escobar
- 1993 : The Larry Sanders Show
- 1997-1998 : New York Police Blues
- 2001 : Six Feet Under
- 2001 : 24 heures chrono
- 2009 : Sons of Anarchy
- 2011- : Once Upon a Time